# Fenyéri Mór
Fenyéri Mór (Peterdi; 1875-ig Popper, Pest, 1857. szeptember 27. – Budapest, 1927. január 30.) színész, drámaíró.

## Élete
Popper Gyula János evangélikus kereskedő és Lusztig Anna fiaként született. Két reáliskolai osztályt végzett, azután szobrász, majd könyvkereskedő lett a Révai testvéreknél. 1874-ben azonban Kecskeméten színésznek állt Szathmáry Károlynál és hat évig működött a kórusban. Negyvennégy vidéki városban fordult meg, s a következő igazgatóknál volt szerződésben: Soós Mihály, Némethy György, Őrsy Gusztáv, Temesváry Lajos, Gerőfy Andor, Aradi színügy - gyámolító - egylet, Mándoky Béla, Mosonyi Károly, Feleky Miklós, Bogyó Alajos, Krecsányi Ignác, Balogh György, Makó Lajos, stb. Amikor Krecsányi kivette a kórusból, mint apa- és jellemszínész szerződött. 1893. április 11-én a Népszínháznak, 1904-ben a Magyar Színháznak volt a tagja, ahol Bánk bán Petúrjával és Shakespeare szerepekkel nevét hamarosan elismertté tette. 1905. november 21-én ünnepelte művészi pályafutása 30 éves fordulóját Szegeden, A velencei kalmár Shylock szerepében. Kitűnő intrikusszínész volt. Ő vele történt meg, hogy Szegeden a Sztrogof Mihály előadása után a karzati publikum meg akarta verni, mert oly hűen alakította az intrikus Ogareff Iván szerepét és ugyancsak Debrecenben, a »Dreyfuss kapitány« előadása után (Paty du Clam-ot játszotta) rendőri fedezet alatt kellett a tömeg bosszúja elől menekülnie. A színműírásra 1879-ben Temesvárt Csiky Gergely buzdította és 1881-ben az akadémiai pályázaton A műkedvelők című színművével első helyen, 1882-ben A lovagias korral a második helyen tüntették ki és 1883-ban A késő ébredés című szomorújátékával 100 arany Teleki-díjat nyert. 1912-ben nyugalomba vonult. Sok művet fordított magyarra. Nyugdíjaztatása után a fővárosi Drasche-téglagyár hivatalnoka volt. Felesége Havasy Szidi komika, akivel 1914. június 2-án Budapesten, a Ferencvárosban kötött házasságot.
Peterdi a családi magyarosított neve, de mint színész és író csak a Fenyéri néven ismert.

## Főbb szerepei
- Szörényi (Herczeg F.: Ocskay brigadéros)
- Alain (Feuillet: Egy szegény ifjú története)
- Günther (Léon: A drótostót)
- Engstrand (Ibsen: Kísértetek)
- 1. színész (Shakespeare: Hamlet)
- Shylock (Shakespeare: A velencei kalmár)
- Risvor (A haza)
- Kent (Lear)
- Vaillant (Küzdelem a létért)
- Schwartze ezredes (Otthon)
- Bouquet (Államtitkár úr)
- Brazovics (Aranyember)
- Kilényi Dávid (Déryné ifjasszony)

## Fontosabb munkái
- A szegedi boszorkány (1893)